# 大宇・アカディア
アカディア（Arcadia ）は、韓国の自動車メーカー大宇自動車（現在の韓国GM）がかつて製造・販売していた高級車である。

## 概要
2代目ホンダ・レジェンドをベースとしたライセンス生産として1994年より発売を開始した。同社としてはインペリアル以来の大型車市場への参入となった。当時、ヒュンダイ自動車のグレンジャー(≒三菱・デボネア)がこのクラスのシェアをほぼ占有しており、その牙城を切り崩すため1992年に日本の本田技研工業と技術提携し、市場に投入された。しかし後述のように、グレンジャーの牙城を崩すことは出来なかった。

## 初代（1994年 - 1999年）
1994年3月、発売を開始した。エンブレム類こそ違うが、プラットフォームはもちろん、3.2L・V6 SOHCエンジンや内外装部品のほとんどをベースのレジェンドと共用することで極力価格上昇を抑えたが、それでも発表当時の価格は4,190万ウォンと同クラスでは比較的高価な部類であった。
ただしその分装備類は充実していて、当時の高級車でも採用率の低かったABSや両席エアバッグをいち早く標準装備するとともに、シートベルトプリテンショナー、ヒーターとポジションメモリー機能を備えた運転席パワーシート、プッシュボタン式ドアオープナー、フルオートエアコンなど高級車にふさわしい装備であった。
トランスミッションは4速ATに加え、北米市場に搭載された5速MTも用意された（発売時はMTがスタンダードで、ATはオプションだった）。
品質や走りの面では高い評価を得ていたが、上述の価格面に加え、発売直後に起きたATの暴走事故が災いし、販売面では思うように伸びず、1999年12月に販売を終了した。

## 車名の由来
ギリシャ語で「理想郷」を意味する。｢ARCADIA｣の発音はハングル表記上(およびCMでの発音上)｢アカディア｣(아카디아)であり、この車種名に限っては｢アルカディア｣は間違いである。なお、英語での「ARCADIA」の発音は「アーケイディア」となる。